# Hudson Rodrigues dos Santos
Húdson Rodrigues dos Santos (Juiz de Fora, 30 gennaio 1988) è un ex calciatore brasiliano, di ruolo centrocampista.

## Caratteristiche tecniche
È un centrocampista difensivo che può giocare anche a destra.

## Palmarès

### Competizioni statali
- Campionato paulista: 1

Santos: 2007
- Campionato Brasiliense:1

Brasiliense: 2013
- Taça Rio: 1

Fluminense: 2020

### Competizioni nazionali
- Série C:1

Oeste: 2012
- Coppa del Brasile: 1

Cruzeiro: 2017